# Catalogue/Preserve/Amass
Catalogue/Preserve/Amass è il primo album dal vivo del cantautore britannico Steven Wilson, pubblicato l'8 febbraio 2012 dalla Headphone Dust.

## Descrizione
Contiene una selezione di sette brani registrati nel corso del tour europeo di Wilson in supporto al suo secondo album in studio Grace for Drowning.
Il 21 aprile 2012, in occasione dell'annuale Record Store Day, l'album è stato ripubblicato dalla Kscope nel formato LP, contenente quattro dei sette brani dell'edizione CD.

## Tracce
Testi e musiche di Steven Wilson.
CD
1. No Twilight Within the Courts of the Sun – 10:54
2. Index – 5:03
3. Deform to Form a Star – 8:29
4. Sectarian – 7:22
5. No Part of Me – 6:04
6. Veneno para las hadas – 7:28
7. Raider II – 24:47

LP
- Lato A

1. Index – 5:15
2. Deform to Form a Star – 8:25
3. No Part of Me – 5:50

- Lato B

1. Raider II – 23:35

## Formazione
- Steven Wilson – voce, chitarra, tastiera
- Aziz Ibrahim – chitarra
- Nick Beggs – basso, Chapman Stick, cori
- Adam Holzman – tastiera
- Marco Minnemann – batteria
- Theo Travis – sassofono, flauto, clarinetto